# 1503 Kuopio
1503 Kuopio è un asteroide della fascia principale del diametro medio di circa 18,43 km. Scoperto nel 1938, presenta un'orbita caratterizzata da un semiasse maggiore pari a 2,6257119 UA e da un'eccentricità di 0,1036571, inclinata di 12,37860° rispetto all'eclittica.
Il suo nome è un omaggio alla città finlandese di Kuopio.